# Euxoa grumi
Euxoa grumi là một loài bướm đêm trong họ Noctuidae.